# 国家教材委员会
国家教材委员会，是中华人民共和国国务院成立的国务院议事协调机构，负责全国教材的编审工作。

## 沿革
1949年前，教材主要由个人或者机构编写。1951年后，教材开始统一编写，即统编、统购、统销，但因不同地域文化等方面差异大，使用过程中出现不少问题，之后开始由各省、自治区、直辖市自行组织编写。1999年实行课程改革后，政府提出了课程标准，放开由地方及出版机构编写教材，由教育部门审核。教育部基础教材的审定工作曾经主要由教育部基础教育二司负责，后来教育部司局机构调整，分设教材局和基础教育司。由地方及出版机构编写的教材在使用中出现了一系列问题。
1953年5月，中共中央政治局会议讨论教育工作，毛泽东指示中央人民政府教育部宁可把别的摊子缩小，也要多调人编写社会主义教材。1977年2月，邓小平在教育部向国务院呈报的《关于高等学校教材编审出版工作的请示报告》上批示：“编写教材是提高教学的关键，要有足够的合格人力加以保障。”中共十八大以来，中共中央总书记习近平就中小学教材、少数民族文字教材、高校思想政治理论教材等作出一系列指示。2016年12月，习近平总书记在全国高校思想政治工作会议上指出：“教材建设是育人育才的重要依托。建设什么样的教材体系，核心教材传授什么内容、倡导什么价值，体现国家意志，是国家事权。”
2016年底，中共中央办公厅、国务院办公厅联合发布《关于加强和改进新形势下大中小学教材建设的意见》（中办发〔2016〕66号），提出要健全国家教材制度，成立国家教材委员会，并明确了国家教材委员会的主要职责。
2017年春季教材全面落实“九一八事变”后的14年抗战概念。2017年5月，教育部启动部署全国大中小学教材建设五年规划和教材管理办法研制工作。2017年6月26日，教育部办公厅印发《关于2017年义务教育道德与法治、语文、历史和小学科学教学用书有关事项的通知》，要求义务教育道德与法治、语文、历史等科需使用规定教材，教材一律不得出现提供额外教学辅助资料的链接网址、二维码等信息。
2017年7月3日，《国务院办公厅关于成立国家教材委员会的通知》（国办发〔2017〕61号）发出，为贯彻落实《关于加强和改进新形势下大中小学教材建设的意见》，进一步做好教材管理有关工作，国务院决定成立国家教材委员会。这是中华人民共和国成立以来第一个统筹指导管理全国教材工作的组织机构。

## 职责
2017年《国务院办公厅关于成立国家教材委员会的通知》规定，国家教材委员会的主要职责是：“指导和统筹全国教材工作，贯彻党和国家关于教材工作的重大方针政策，研究审议教材建设规划和年度工作计划，研究解决教材建设中的重大问题，指导、组织、协调各地区各部门有关教材工作，审查国家课程设置和课程标准制定，审查意识形态属性较强的国家规划教材。”

## 组成人员
| 2017年7月3日《国务院办公厅关于成立国家教材委员会的通知》确定的组成人员是： 主任 - 刘延东（国务院副总理） 副主任 - 陈宝生（教育部部长） - 黄坤明（中央宣传部副部长） 秘书长 - 朱之文（教育部副部长） 委员 （一）部门委员 - 郑泽光（外交部副部长） - 王晓涛（发展改革委副主任） - 黄 卫（科技部副部长） - 陈改户（国家民委副主任） - 黄 明（公安部副部长） - 余蔚平（财政部副部长） - 汤 涛（人力资源社会保障部副部长） - 张德霖（国土资源部副部长） - 翟 青（环境保护部副部长） - 董 伟（文化部副部长） - 王江平（工商总局副局长） - 吴尚之（新闻出版广电总局副局长） - 房建孟（海洋局副局长） - 闵宜仁（测绘地信局副局长） - 甄占民（中央党校副校长） - 张宏志（中央文献研究室副主任） - 吴德刚（中央党史研究室副主任） - 季正聚（中央编译局副局长） - 张 杰（中科院副院长） - 张 江（社科院副院长） - 樊代明（工程院副院长） - 徐延豪（中国科协副主席） （二）专家委员（按姓氏笔划为序） - 马 敏（教授、华中师范大学原党委书记） - 马志明（院士、中国科学院数学与系统科学研究院研究员） - 马树超（研究员、上海市教育科学研究院原副院长） - 王 湛（江苏省原副省长） - 王荣华（教授、上海市政协原副主席） - 韦志榕（人民教育出版社总编辑） - 韦建桦（教授、中央编译局原局长） - 文秋芳（教授、北京外国语大学） - 田心铭（教授、教育部高等学校社会科学发展研究中心原主任） - 史宁中（教授、东北师范大学原校长） - 仲呈祥（中国文联原副主席、书记处书记） - 刘大为（教授、解放军艺术学院美术系原主任） - 杨 河（教授、北京大学原党委副书记） - 李 烈（正高级教师、北京第二实验小学原校长） - 李 捷（研究员、求是杂志社社长） - 吴岳良（院士、中国科学院大学副校长） - 沈 岩（院士、自然科学基金会副主任） - 张文显（教授、吉林大学原党委书记） - 林 岗（教授、中国人民大学原副校长） - 林尚立（教授、中央政策研究室秘书长） - 房 喻（教授、陕西师范大学原校长） - 钟秉枢（教授、首都体育学院院长） - 顾海良（教授、教育部原党组成员） - 葛兆光（教授、复旦大学） - 董 奇（教授、北京师范大学校长） - 韩 震（教授、北京外国语大学党委书记） - 潘云鹤（院士、工程院原副院长） | 2018年11月20日《国务院办公厅关于调整国家教材委员会组成人员的通知》（国办发〔2018〕109号）确定的组成人员是： 主任 - 孙春兰（国务院副总理） 副主任 - 陈宝生（教育部部长） - 王晓晖（中央宣传部副部长、中央政研室副主任） - 丁向阳（国务院副秘书长） 秘书长 - 朱之文（教育部副部长） 委员 （一）部门委员 - 梁言顺（中央宣传部副部长） - 王作安（中央统战部副部长、宗教局局长） - 刘烈宏（中央网信办副主任） - 郑泽光（外交部副部长） - 连维良（发展改革委副主任） - 黄 卫（科技部副部长） - 陈改户（国家民委副主任） - 孙力军（公安部副部长） - 赵大程（司法部副部长） - 余蔚平（财政部副部长） - 汤 涛（人力资源社会保障部副部长） - 张德霖（自然资源部党组成员） - 庄国泰（生态环境部副部长） - 张 旭（文化和旅游部副部长） - 甘 霖（市场监管总局副局长） - 甄占民（中央党校副校长） - 吴德刚（中央党史和文献研究院副院长） - 贾高建（中央党史和文献研究院副院长、中央编译局局长） - 李树深（中科院副院长） - 高培勇（社科院副院长） - 邓秀新（工程院副院长） - 陈 刚（中国科协党组成员、书记处书记） （二）专家委员（按姓氏笔划为序） - 马 敏（教授、华中师范大学原党委书记） - 马志明（院士、中科院数学与系统科学研究院学术委员会主任） - 马树超（研究员、上海市教育科学研究院原副院长） - 王 湛（江苏省原副省长） - 王荣华（教授、上海市政协原副主席） - 韦志榕（编审、人民教育出版社原总编辑） - 韦建桦（教授、中央编译局原局长） - 文秋芳（教授、北京外国语大学学术委员会主任） - 田心铭（教授、教育部高等学校社会科学发展研究中心原主任） - 史宁中（教授、东北师范大学原校长） - 仲呈祥（研究员、中国文联原副主席） - 杨 河（教授、北京大学社会科学学部主任） - 李 烈（正高级教师、北京第二实验小学原校长） - 李 捷（研究员、求是杂志社原社长） - 吴岳良（院士、中国科学院大学副校长） - 沈 岩（院士、中国科协副主席） - 张文显（教授、吉林大学原党委书记） - 林 岗（教授、中国人民大学原副校长） - 林尚立（教授、中央政研室秘书长） - 房 喻（教授、陕西师范大学原校长） - 钟秉枢（教授、首都体育学院院长） - 顾海良（教授、教育部原党组成员） - 葛兆光（教授、复旦大学） - 董 奇（教授、北京师范大学校长） - 韩 震（教授、北京外国语大学原党委书记） - 潘云鹤（院士、工程院原副院长） |

## 办事机构
教育部教材局，与国家教材委员会办公室合署办公，是中华人民共和国教育部内设机构。

### 沿革
2017年《国务院办公厅关于成立国家教材委员会的通知》规定，“国家教材委员会办公室设在教育部，由教育部教材局承担办公室工作。”

### 职责
根据有关规定，教育部教材局（国家教材委员会办公室）承担下列职能：
1. 承担国家教材委员会办公室工作，
2. 拟订全国教材建设规划和年度工作计划，
3. 负责组织专家研制课程设置方案和课程标准，
4. 制定完善教材建设基本制度规范，
5. 指导管理教材建设，
6. 加强教材管理信息化建设。

### 机构设置
根据有关规定，教育部教材局（国家教材委员会办公室）设置下列机构：
- 课程教材规划处
- 中小学教材编写处
- 马克思主义理论研究和建设工程教材编写处
- 教材审查管理处
- 综合协调处